# ۱۴۶۱ (میلادی)
۱۴۶۱ (میلادی) هزار و چهارصد و شصت و یکمین سال تقویم میلادی است.

## رویدادها
- لوئی یازدهم پس از مرگ پدرش شارل هفتم پادشاه فرانسه می‌شود.

## درگذشتگان
- ۲۲ ژوئیه - شارل هفتم، پادشاه فرانسه (ت. ۱۴۰۳)
- ۸ آوریل – گئورگ فن پویرباخ، ریاضی‌دان و ستاره‌شناس اتریشی (ز. ۱۴۲۳)